# 인터페이스 메시지 프로세서

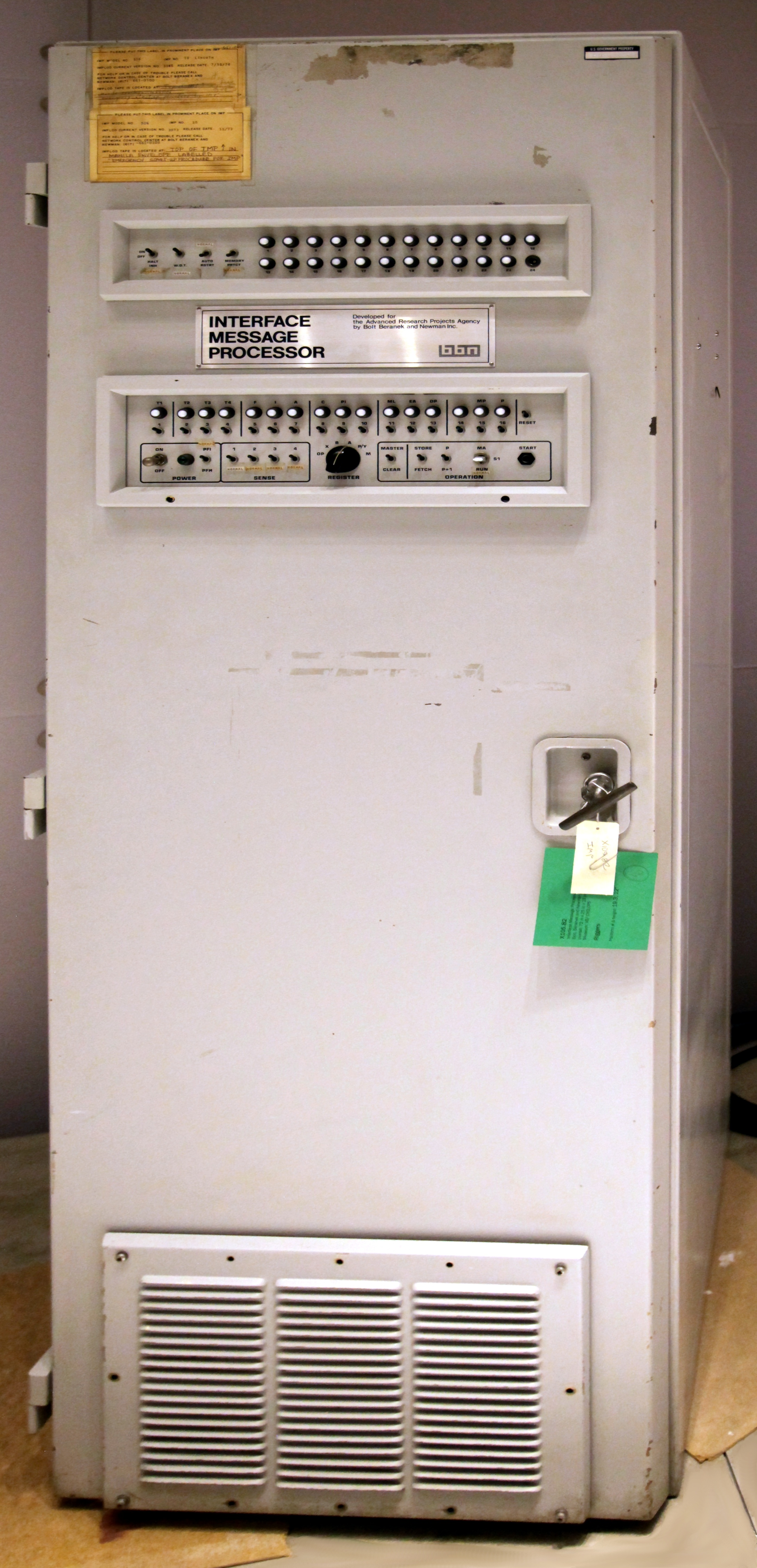

인터페이스 메시지 프로세서(Interface Message Processor, IMP), 접속 메시지 프로세서, 접속 신호 처리 장치는 1960년대 후반부터 1989년까지 참가자 네트워크를 ARPANET에 상호 연결하는 데 사용된 패킷 교환 노드였다. 이는 오늘날 라우터로 알려진 1세대 게이트웨이였다. IMP는 특수 목적 인터페이스와 소프트웨어를 갖춘 견고한 허니웰 DDP-516 미니컴퓨터였다. 나중에 IMP는 약 절반의 비용으로 통신 트래픽의 2/3를 처리할 수 있는 견고하지 않은 허니웰 316으로 만들어졌다. IMP는 BBN 보고서 1822에 정의된 특수 비트 직렬 인터페이스를 통해 호스트 컴퓨터에 연결해야 한다. IMP 소프트웨어와 IMP에서 실행되는 ARPA 네트워크 통신 프로토콜은 일련의 표준화 문서 중 첫 번째인 RFC 1에서 논의되었다. 나중에 IETF가 된 조직에서 출판했다.

## 역사
"인터페이스 컴퓨터"의 개념은 1966년 영국의 NPL 네트워크를 위해 도널드 데이비스에 의해 처음 제안되었다. 동일한 아이디어가 1967년 초 전국의 상호 연결 기계를 논의하기 위해 방위고등연구계획국(ARPA)의 주요 조사관 회의에서 독립적으로 개발되었다. ARPANET 구현을 주도한 래리 로버츠는 처음에 호스트 컴퓨터 네트워크를 제안했다. 웨스 클라크(Wes Clark)는 "각 호스트 컴퓨터와 전송 라인 네트워크 사이에 작은 컴퓨터"를 삽입할 것을 제안했다.  즉, IMP를 별도의 컴퓨터로 만드는 것이다.
IMP는 1969년 매사추세츠에 본사를 둔 Bolt Beranek and Newman(BBN)에 의해 건설되었다. BBN은 4개의 IMP를 건설하기로 계약했으며, 첫 번째 IMP는 노동절까지 UCLA에서 예정되었다. 나머지 3개는 그 후 한 달 간격으로 배달되어 총 12개월에 걸쳐 전체 네트워크를 완성할 예정이었다. 매사추세츠주 상원 의원 에드워드 케네디(Edward Kennedy)는 BBN이 백만 달러 규모의 계약을 체결했다는 소식을 듣고 "종교 간 메시지 프로세서" 구축 계약을 체결한 회사를 축하하는 전보를 보냈다.

## 같이 보기
- 인터넷 프로토콜 스위트